# Trichterschale aus Bronocice

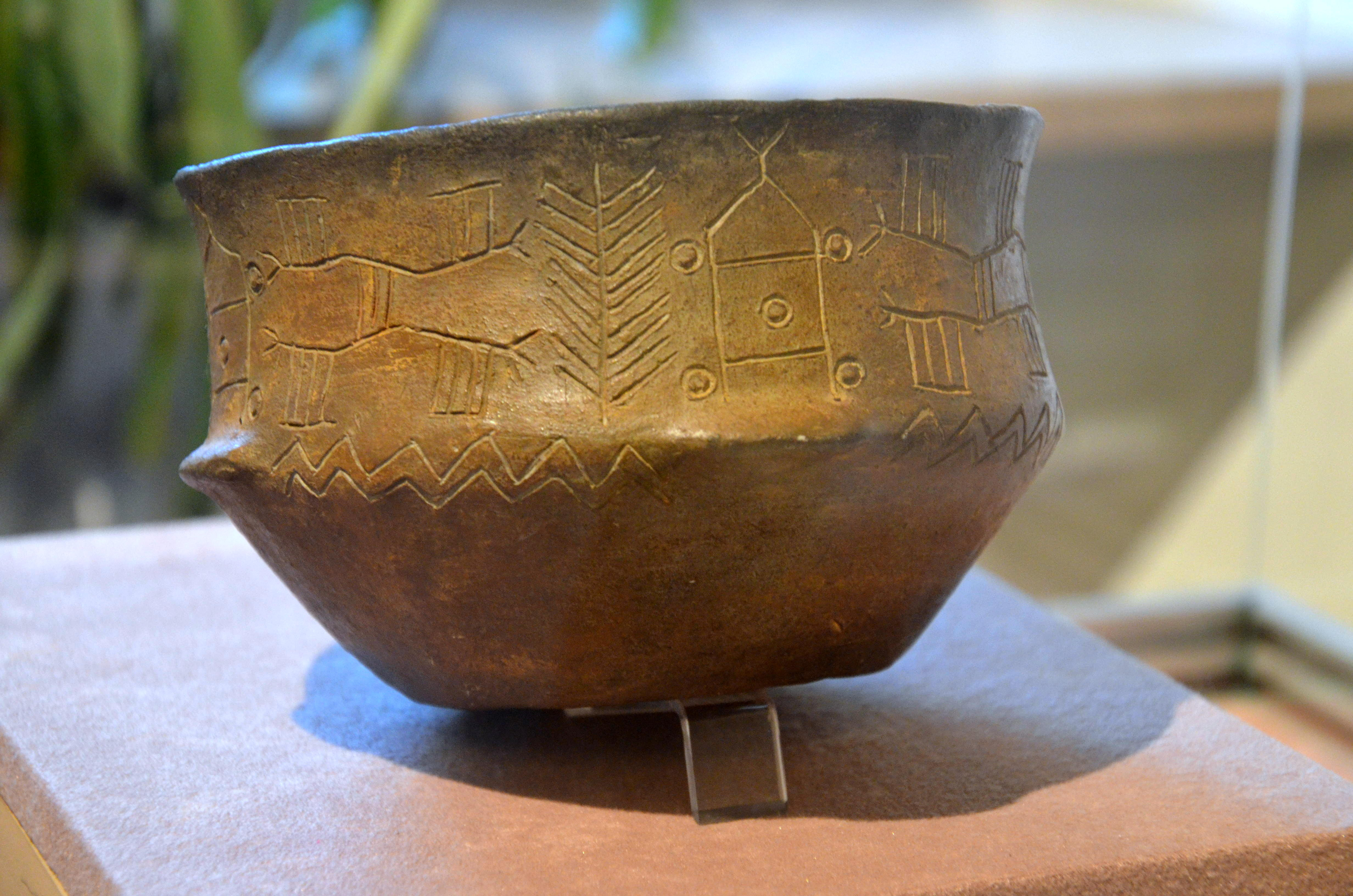
Vase aus Bronocice, 3 600 bis 3 400 v. Chr.

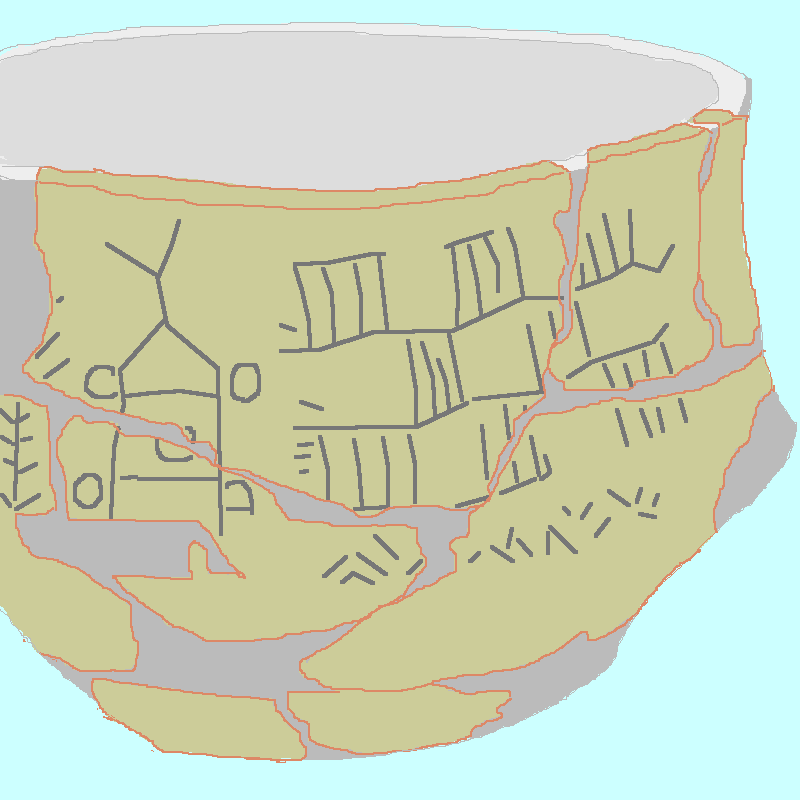
Zeichnung auf dem Krug aus Bronocice (Südpolen). Das Detail links wird als Darstellung eines vierrädrigen Wagens gedeutet.

Die Trichterschale aus Bronocice wurde im Jahr 1976 von Janusz Kruk in der Nähe von Kielce (Polen) entdeckt. Auf der Trichterschale befinden sich Zeichnungen, die als Wagen mit vier Rädern gedeutet wird. Dies gilt als die älteste bekannte Darstellung eines Wagenrads.

## Entdeckung
Eine Gruppe Krakauer Archäologen um Janusz Kruk entdeckte Mitte der 1970er Jahre in einer neolithischen Siedlung in Bronocice (Landkreis Pińczów) eine Trichterschale mit einem Ornament, das die Zeichnung eines vierrädrigen Wagens mit gegabelter Deichsel zeigt. An derselben Stelle wurde ein Rindergehörn gefunden, das deutliche Spuren des Anschirrens mit einem Joch aufweist. Die Schale wurde von Spezialisten des Radiokarbonlabors im niederländischen Groningen auf die Jahre 3600 bis 3400 v. Chr. datiert. Ein etwas früher entdecktes Kreidemodell eines Rads in Syrien, von dem man annimmt, dass es der älteste Beweis für das Funktionieren dieser Erfindung im Nahen Osten ist, wurde auf die Zeit zwischen 3300 und 2900 v. Chr. datiert. Somit befindet sich auf der Schale von Broncice die älteste bekannte Darstellung eines Wagenrads auf der Welt.

## Ornamentik
Auf der Vase sind verschiedene Symbole zu finden. Der bereits angesprochene vierrädrige Wagen ist fünf Mal abgebildet und hat die Form des Buchstaben V, weswegen Forscher davon ausgehen, dass er ein Joch hatte und von Zugtieren gezogen werden konnte. Dies stünde im Einklang mit dem ebenfalls in Bronocice gefundenen Rindergehörn. Zu sehen ist ebenfalls ein Baum, dessen Art nicht identifizierbar ist. Die restlichen Bilder sind Gegenstand verschiedener Interpretationen und werden u. a. als Feldwege, Siedlungen oder der Fluss Nidzica verstanden.